# 埃莉·唐尼
埃莉·唐尼，MBE（英語：Ellie Downie，1999年7月20日—）生于诺丁汉，是一名英国女子竞技体操运动员，曾就读于Rushcliffe学校。埃莉自2015年开始参加成年级别赛事。她的姐姐贝姬·唐尼同样是一名体操运动员，两人曾共同代表英国征战2016年里约奥运。